# Carlos Manuel de Cespedes (Cuba)
Carlos Manuel de Cespedes è un comune di Cuba, situato nella provincia di Camagüey. 
Prende il nome dall'indipendentista cubano Carlos Manuel de Céspedes.